# Gerlafingen
Gerlafingen (gsw. Gerlafinge, Ginggu; do 1939 Niedergerlafingen)  – miejscowość i gmina (niem. Politische Gemeinde) w Szwajcarii, w kantonie Solura, w jednostce administracyjnej (Amtei) Bucheggberg-Wasseramt, w okręgu Wasseramt. Leży nad rzeką Emme.

## Demografia
W Gerlafingen mieszka 5 570 osób. W 2021 roku 40,2% populacji gminy stanowiły osoby urodzone poza Szwajcarią. 

## Transport
Przez teren gminy przebiegają drogi główne nr 270 i nr 271.